# Yusuf Shʿaban
Yūsuf Shʿabān (in arabo يوسف شعبان‎?; Il Cairo, 16 luglio 1931 – Giza, 28 febbraio 2021) è stato un attore egiziano, che ha recitato in diversi film, serie TV e spettacoli teatrali.

## Biografia
I suoi ruoli più famosi furono quelli in There is a Man in our House (1961), The Miracle (1962), Rapina al Cairo (1963), Mother of the Bride (1963), For Men Only (1964), The three loves her (1965), Mia moglie, il direttore generale (1966), The second groom (1967), L'idolo del popolo (1967), Un incidente d'onore (1971), Guys in storm (1972), Attimi di paura (1972), Sole e nebbia (1973), Una donna dalla cattiva reputazione (1973), Malatily Bathhouse (1973), Il proiettile è ancora nella mia tasca (1974), Giorni a Londra (1976), Remember me (1978), La donna di ferro (1987), Fakhfakhino (2009), Cleopatra (2010) e The elephant on Handkerchief (2011). Annunciò il proprio ritiro nel 2017. Fu sposato quattro volte ed ebbe due figli e due figlie.
Il 24 febbraio 2021 fu ricoverato in terapia intensiva presso l'ospedale El Agouza di Giza avendo contratto il COVID-19 durante le riprese di un film in Libano; lì morì quattro giorni dopo, a 89 anni.